# Sinotachidius vicinospinalis
Sinotachidius vicinospinalis is een eenoogkreeftjessoort uit de familie van de Tachidiidae. De wetenschappelijke naam van de soort is voor het eerst geldig gepubliceerd in 1964 door Shen & Tai.